# Aljaksandr Kitarau
Aljaksandr Sjarhejewitsch Kitarau (belarussisch Аляксандр Сяргеевіч Кітараў; russisch Александр Сергеевич Китаров Alexander Sergejewitsch Kitarow; * 18. Juni 1987 in Nawapolazk, Weißrussische SSR) ist ein belarussischer Eishockeyspieler, der seit November 20 wieder beim belarussischen Klub HK Junost Minsk aus der Extraliga unter Vertrag steht.

## Karriere
Aljaksandr Kitarau begann seine Karriere als Eishockeyspieler in seiner Heimatstadt in der Nachwuchsabteilung von Chimik-SKA Nawapolazk, für dessen Profimannschaft er von 2004 bis 2008 in der belarussischen Extraliga aktiv war. Gegen Ende der Saison 2007/08 wechselte der Center zum HK Junost Minsk, mit dem er 2009, 2010 und 2011 drei Mal in Folge den belarussischen Meistertitel gewann. Auf europäischer Ebene gewann er mit der Mannschaft in der Saison 2010/11 den IIHF Continental Cup. Er selbst erzielte im letzten und entscheidenden Gruppenspiel gegen den Titelverteidiger EC Red Bull Salzburg den 4:3-Siegtreffer.
Zur Saison 2011/12 wurde Kitarau vom HK Dinamo Minsk aus der Kontinentalen Hockey-Liga verpflichtet und spielte dort bis zum Ende der Saison 2014/15. Dabei absolvierte er über 180 KHL-Partien, in denen er 34 Scorerpunkte sammelte. Nachdem er in seiner letzten Saison bei Dinamo nur noch Ergänzungsspieler gewesen war, wurde sein Vertrag nach Saisonende nicht verlängert und Kitarau wechselte innerhalb der KHL zu Neftechimik Nischnekamsk. Für Neftechimik absolvierte er bis Mitte Oktober 2016 insgesamt 62 KHL-Partien, ehe er gegen Zahlung einer Entschädigung zu Dinamo Minsk zurückkehrte. 2020 wechselte er zum chinesischen KHL-Klub Kunlun Red Star, den er aber bereits im November 2020 nach nur sechs Spielen wieder verließ, um zu Junost Minsk in die belarussische Extraliga zurückzukehren. 2021 wurde er mit Junost belarussischer Meister.

### International
Für Belarus nahm Kitarau im Juniorenbereich an der U18-Weltmeisterschaft 2005 sowie der U20-Weltmeisterschaft 2006 jeweils in der Division I teil, wobei bei beiden Turnieren der Aufstieg in die Top-Division gelang. Zudem er vertrat er Belarus bei der Winter-Universiade 2011 im türkischen Erzurum, wo sein Team als Mannschaftskapitän zur Silbermedaille hinter der russischen Studentenauswahl führte.
Im Seniorenbereich stand er im Aufgebot seines Landes bei den Weltmeisterschaften der Top-Division 2011, 2012, 2013, 2014, 2015, 2016 und 2018. Nach dem Abstieg 2018 spielte er 2019 in der Division I, als der Wiederaufstieg in die Top-Division gelang, den die Belarussen aber wegen der weltweiten Covid-19-Pandemie erst 2021 wahrnehmen konnten. Zudem vertrat er bei den Qualifikationen für die Olympischen Winterspiele in Sotschi 2014 und in Pyeongchang 2018 seine Farben.

## Erfolge und Auszeichnungen
- 2009 Belarussischer Meister mit dem HK Junost Minsk
- 2010 Belarussischer Meister mit dem HK Junost Minsk
- 2011 IIHF-Continental-Cup-Gewinn mit dem HK Junost Minsk
- 2011 Belarussischer Meister mit dem HK Junost Minsk
- 2021 Belarussischer Meister mit dem HK Junost Minsk

### International
- 2005 Aufstieg in die Top-Division bei der U18-Junioren-Weltmeisterschaft der Division I
- 2006 Aufstieg in die Top-Division bei der U20-Junioren-Weltmeisterschaft der Division I
- 2006 Beste Plus/Minus-Bilanz der U20-Junioren-Weltmeisterschaft der Division I, Gruppe B
- 2011 Silbermedaille bei der Winter-Universiade
- 2019 Aufstieg in die Top-Division bei der Weltmeisterschaft der Division I, Gruppe A

## Karriere-Statistik
(Stand: Ende der Saison 2020/21)